# Invariant (fysik)
Invariant inom fysik och mekanik är en egenskap som inte förändras med avseende på avbildning eller under en transformation, såsom från en referensram till en annan. Invarianter är viktiga i modern teoretisk fysik och många teorier uttrycks i termer av sina symmetrier och invarianter.
Under överskådlig tid är Polstjärnans orörlighet under himmelssfärens dagliga rörelse en illustrativ fysisk invariant. Ett annat exempel är ljushastighetens under en Voigt- eller Lorentztransformation och tid under en Galileitransformation. En kvantitet som ljushastigheten är för övrigt alltid invariant.[källa behövs] Rumtidstransformationerna representerar förflyttning mellan olika observatörers koordinatsystem och enligt Noethers sats innebär invarians under en transformation en fundamental bevarandelag. Således leder invarians under rörelse till bevarande av rörelsemängden, och invarians i tiden leder till energiprincipen. Mer avancerade exempel är 
- Konform fältteori, en modell inom kvantmekaniken, som är invariant vid konform avbildning.
- Skalinvarians är en egenskap hos objekt eller lagar som inte förändras om längd-, energi-, tids- eller andra variabler mulipliceras med en gemensam faktor. Transformationen kallas dilatation, exempelvis tidsdilatation. Ett område som kvantelektrodynamik är å andra sidan inte skalinvariant.
  - Inom kosmologin är det s.k. power spektrum av den kosmiska bakgrundsstrålningens rumsliga fördelning nära nog en skalinvariant funktion. Fastän detta inom matematiken betyder att spektrumet lyder en power-lag, anger termen "skalinvariant" inom kosmologi att de förment ursprungliga krusningarnas amplituder, P(k) som funktion av vågtalet, k, är ungefär konstant, dvs ett platt spektrum. Detta mönster antas vara konsistent med förmodad kosmisk inflation.